# Drozdy Győző (villamosmérnök)
Drozdy Győző (Budapest, 1955, július 4 –) villamosmérnök, híradástechnikai szakmérnök, egyetemi doktor (BME), a magyar mobiltávközlés egyik létrehozója, a Pannon GSM Távközlési Rt. (később Telenor, ma Yettel) első dolgozója, 1990 és 2024 között a magyar távközlés meghatározó alakja.

## Életpálya
Középfokú tanulmányait a budapesti Apáczai Csere János Gyakorló Gimnáziumban végezte, ott is érettségizett 1973-ban. A diploma megszerzését követően, 1978-tól az MTA Központi Fizikai Kutatóintézetében (KFKI) tudományos segédmunkatárs, majd munkatárs. Munkája mellett a Budapesti Műszaki és Gazdaságtudományi Egyetem (BME) Elektronikus Eszközök Tanszékén tanársegédként az Elektronikus eszközök, valamint a Számítógépes tervezés és programozás tárgyakat oktatja.
1987-tól 1989-ig a Helsinki Műszaki Egyetem és a Finn Műszaki Kutatóközpont (VTT) Félvezető Laboratóriumában dolgozik tudományos munkatársként. 1989-1993 között ugyanennek a kutatóintézetnek a Távközlési Laboratóriumában tudományos főmunkatárs. Ebben az időben a Telecom Finland részére GSM távközlési rendszer-szimulátort fejleszt.
1993-ban csatlakozik az akkor formálódó magyar mobiltávközlési piac egyik meghatározó cégéhez, a Pannon GSM Távközlési Rt-hez. Drozdy a cég első magyar alkalmazottja. 1995-től már a cég külkapcsolati és stratégiai igazgatója, majd vezérigazgató-helyetteseként felelt a társszolgáltatókkal és a hírközlési hatóságokkal való kapcsolattartásért, a távközlésiszabályozási jogi környezet alakításáért.
Nevéhez fűződik Magyarország első kereskedelmi GSM-szolgáltatásának elindítása, majd az országos mobilhálózat kiépítése, továbbá közreműködött a mobilszabványok kialakításában.
Úttörő munkát végzett a magyarországi mobil rádiótelefon-hálózattal kapcsolatos technológiák meghonosításában, a kapcsolódó jogi és társadalmi kérdések feltárásában, konszenzuskeresésben és szabályozásban.
2011-től 2018-ig a Telenor Magyarország (a Pannon GSM jogutódja) vezérigazgatójának stratégiai tanácsadója. 2018-tól egészen 2021-ig, nyugállományba vonulásáig ismét vezérigazgató-helyettes. Nyugállományba vonulását követően tanácsadóként segíti a közben ismét nevet változtatott és jelenleg Yettel néven működő cég vezetését.

## Szakmai szerepvállalás
- Évtizedeken át a Pannon GSM (később Telenor) színeiben képviselte hazánkat a GSMA és az Európai Távközlési Szabványosítási Intézettel történő együttműködésben.
- 1994-1998 között tagja az Antenna Hungária Rt. Igazgatótanácsának, illetve Felügyelő Bizottságának.
- 2004-től megszűnéséig a Távközlési Választott Bíróság tagja.
- 2008-2014 között az FHB Kereskedelmi Bank Rt. felügyelőbizottsági tagja.

## Társadalmi szerepvállalás
- 1995-ben az újonnan alakult Távközlési Érdekegyeztető Fórum (TÉF) első elnökévé választották, majd a TÉF felügyelő bizottságának elnöke volt.
- 1996-tól a Hírközlési és Informatikai Tudományos Egyesület tagja, 2009-től 2019-ig az egyesület tiszteletbeli szenátora.[4]
- 2006 és 2018 között a Gábor Dénes díjat odaítélő Novofer alapítvány kurátora, majd 2018-tól a felügyelőbizottság elnöke.
- Megalakulásától 2022. februárig a Rudolf Kalman Óbudai Egyetemért Alapítvány kuratóriumi tagja
- A Hírközlési Érdekegyeztető Tanács megalakulásától 2001-ig képviseli a Telenort a tanács munkájában.

## Munkássága
Szakmai és vezetői feladatai mellett publikációs munkája is jelentős, csaknem 60 tudományos és ismeretterjesztő közlemény szerzője.

## Díjak és elismerések
- 1996 „Hírközlésért” érdemérem
- 1996 Pollák Virág Publikációs Díj a Bevezetés a GSM rendszerekbe című írásért
- 1998 Aschner Lipót Díj
- 1999 Gábor Dénes Díj
- 2000 HTE Arany Jelvény
- 2014 „Információs társadalomért” kitüntetés (Nemzeti Fejlesztési Minisztérium)
- 2019 Puskás Tivadar Díj[6]
- 2024 Magyar Érdemrend tisztikereszt polgári tagozat kitüntetés[7]

## Családi háttér
Édesapja, id. Drozdy Győző (1885 – 1970) tanító, újságíró, író, országgyűlési képviselő. Édesanyja dr. Karbuczky Mária (1923 – 1988) közgazdász doktor.
Nős, felesége dr. Schwenner Katalin gimnáziumi tanár, nyugdíjazásáig az Apáczai Csere János Gyakorló Iskola matematika szakos vezetőtanára. Három gyermekük van, (Győző, Árpád, András), mindhárman a Budapesti Műszaki és Gazdaságtudományi Egyetem Villamosmérnöki Karán végeztek.